# Nanggar Jati
Nanggar Jati is een bestuurslaag in het regentschap Tapanuli Selatan van de provincie Noord-Sumatra, Indonesië. Nanggar Jati telt 396 inwoners (volkstelling 2010).